# VMA-223
223ème Escadron d'attaque (USMC)
Le Marine Attack Squadron 223 (ou VMA-223) est un escadron d'avion d'attaque au sol AV-8B Harrier II (V/STOL) du Corps des Marines des États-Unis. L'escadron est basé au Marine Corps Air Station Cherry Point, en Caroline du Nord et relève du commandement du Marine Aircraft Group 14 (MAG-14), et du 2nd Marine Aircraft Wing (2nd MAW). Il est connu sous le nom de "Bulldogs" et son code de queue est WP et son indicatif radio est Stone.

## Mission
Le VMA-223 est l'un des quatre escadrons d'AV-8B Harrier affectés au Marine Aircraft Group 14 du 2nd Marine Aircraft Wing. Sa mission est de fournir un soutien aérien offensif, une reconnaissance armée et une défense aérienne aux forces expéditionnaires des Marines.

## Historique

### Seconde guerre mondiale

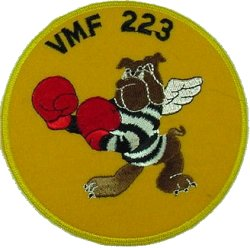
Insigne du VMF-223 durant la guerre

Le Marine Fighter Squadron 223 (VMF-223) a été mis en service le 1er mai 1942 à la Marine Corps Air Station Ewa (en), à Hawaii. Il a d'abord piloté le F-2ABuffalo. L'escadron a quitté Hawaï pour le combat équipé du F4F Wildcat. Il est devenu le premier escadron de chasse engagé au combat pendant la bataille de Guadalcanal lorsqu'il a atterri à Henderson Field le 20 août 1942. À son arrivée, l'escadron est devenu une partie de la Cactus Air Force et pendant les deux mois suivants, il s'est battu avec des pilotes japonais, basés à Rabaul, pour le contrôle du ciel au-dessus de Guadalcanal. Le VMF-223 a quitté l'île le 16 octobre 1942 après avoir représenté 110½ avions ennemis abattus, dont celui de l'as japonais Junichi Sasai. Les deux principaux as de l'escadron étaient le commandant, le major John L. Smith, avec dix-neuf abattages confirmés et Marion Eugene Carl (en) qui en avait seize. Smith a reçu la Medal of Honor pour son héroïsme et le capitaine Carl la première de ses deux Navy Cross pour ces actions. Ces victoires se sont faites au prix de six pilotes tués et six blessés, et seulement huit Wildcat encore opérationnels.

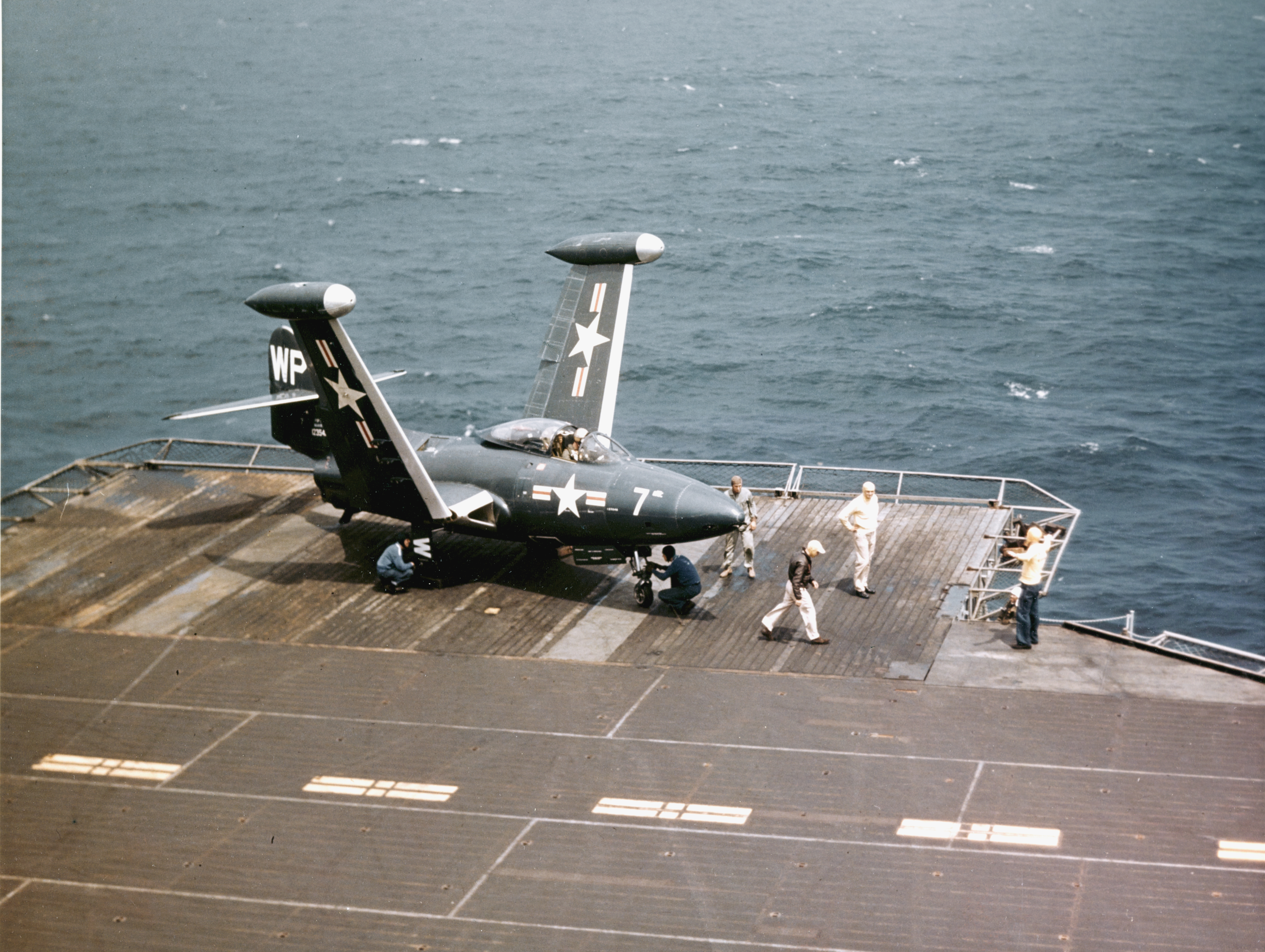
F9F-2 Panther du VMF-223 sur USS Franklin D. Roosevelt

Après avoir été équipés du nouveau F4U Corsair, les "Bulldogs" ont continué à se battre dans des endroits comme les Philippines et Okinawa. Deux Presidential Unit Citation ont été décernées et apposées sur les couleurs de bataille de l'escadron pendant la guerre. Après le transfert de la Marine Corps Air Station El Toro à la Marine Corps Air Station Cherry Point en 1948, le VMA-223 est devenu un escadron de porte-avions. L'escadron s'est déployé en mer Méditerranée en 1949 à bord de l'USS Leyte (CV-32).
Les "Bulldogs" sont entrés dans l'ère du jet en juillet 1950, recevant leur premier avion à réaction, le F9F Panther. En août 1957, l'escadron est équipé du FJ-4B Fury. Peu de temps après, en janvier 1961, le Fury est remplacé par le A-4 Skyhawk.

### Guerre du Vietnam

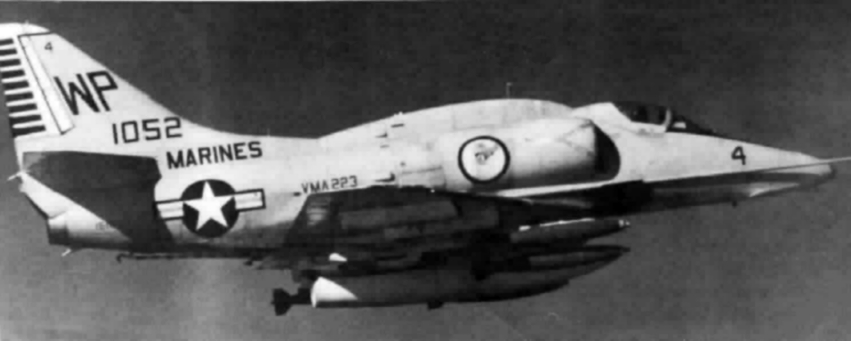
Douglas A-4E Skyhawkdu VMA-223 pendant la guerre du Vietnam

En décembre 1965, les "Bulldogs" sont à nouveau appelés au combat en Extrême-Orient, cette fois à Chu Lai, au Sud-Vietnam. Appuyant les forces terrestres alliées, ils ont effectué plus de 32.000 heures de vol. En mai 1967, l'escadron a effectué un record de 1.234 sorties de combat, de loin le plus grand total mensuel de tous les escadrons d'attaque opérant au Vietnam. En février 1970, après près de 5 ans et demi en Extrême-Orient, les "Bulldogs" sont réaffectés à la 3rd Marine Aircraft Wing et retournent au MCAS El Toro.

### Après le Vietnam et les années 1990

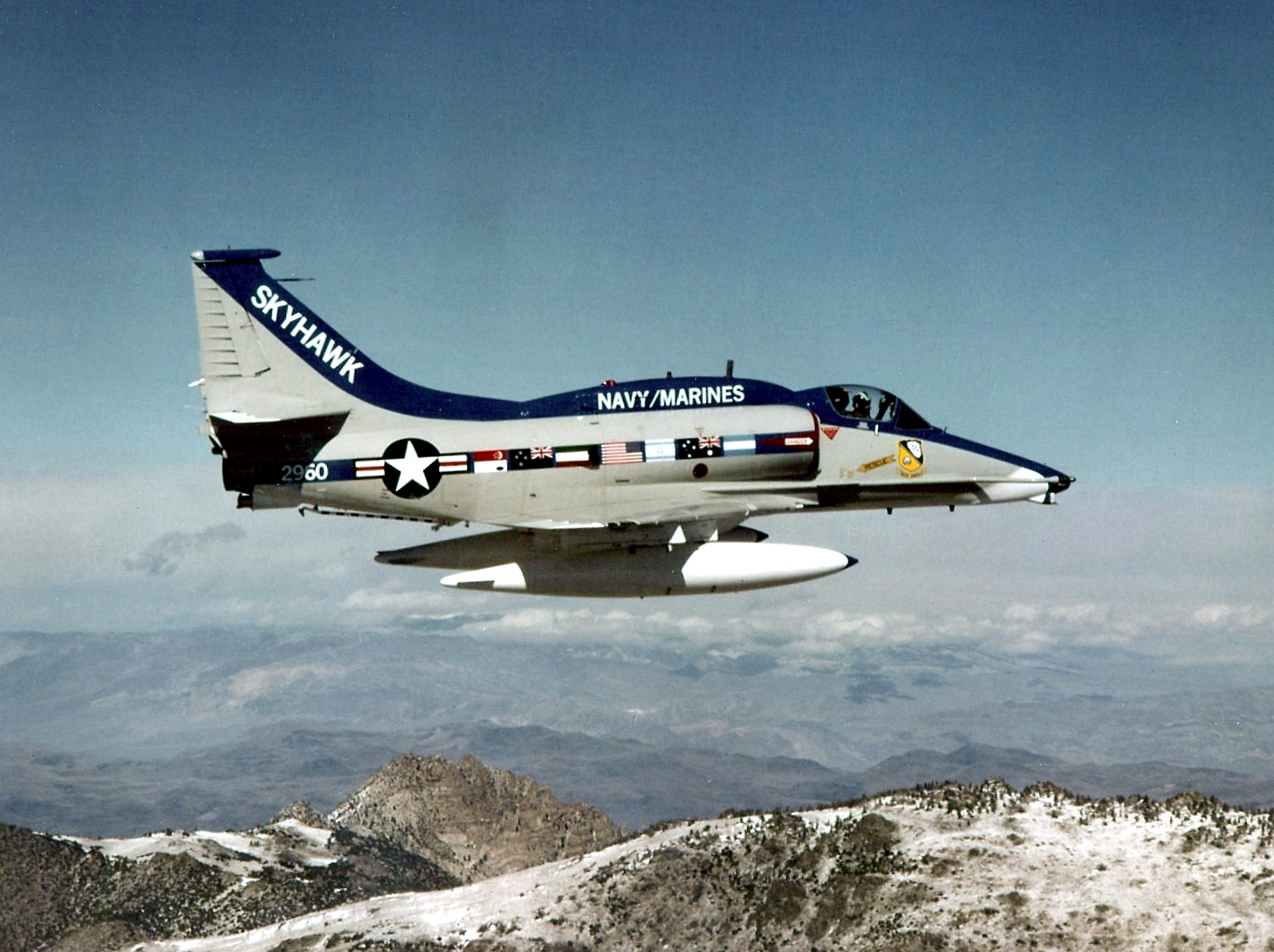
Dernier A-4 Skyhawk construit en février 1979

En mai 1975, l'escadron a reçu le nouvel avion A-4M Skyhawk. En juillet 1976, le VMA-223 a été transféré du MCAS Yuma au MCAS Iwakuni, au Japon. En août 1977, le VMA-223 est revenu du Japon et a rejoint la 2nd Marine Aircraft Wing, stationnée à Cherry Point, en Caroline du Nord. À la fin des années 1970 jusqu'à la transition en 1987, le VMA-223 a piloté l'A-4M Skyhawk. Il a exploité le dernier avion de production peint dans un schéma de peinture commémoratif spécial avec les drapeaux de toutes les nations qui avaient exploité l'A-4 Skyhawk sur les côtés du fuselage de l'avion. En octobre 1987, le VMA-223 est passé au AV-8B Harrier II.

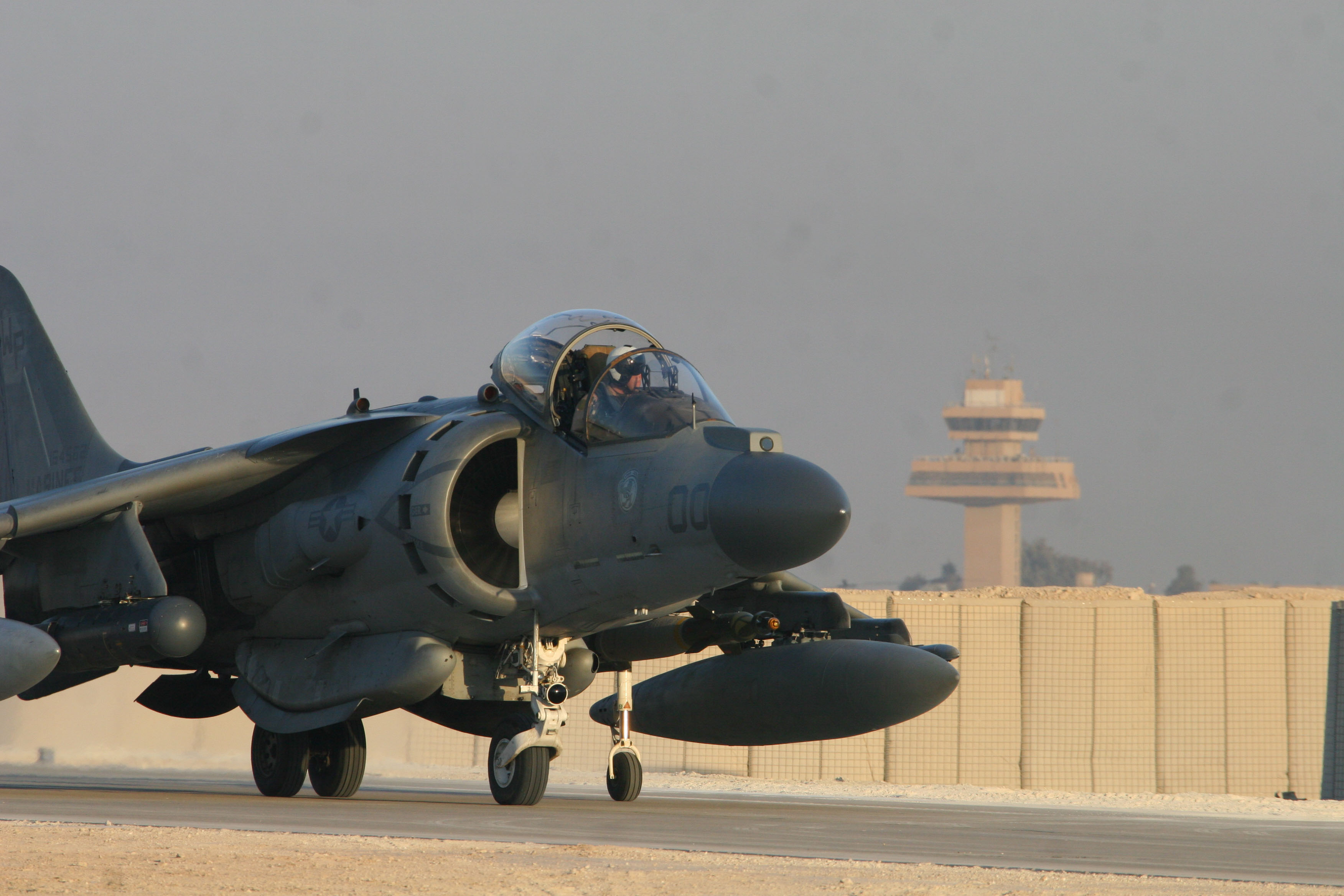
Harrier II du VMA-223 à Al Asad en Irak en janvier 2006

Les Harriers de l'escadron portent le motif de gouvernail distinctif «soleil levant» en hommage à l'histoire de l'escadron pendant la Seconde Guerre mondiale. En 1989, une partie de l'escadron s'est déployée à bord du USS Nassau (LHA-4) attaché au HMM-264 pour un déploiement de 6 mois. Ils ont visité l'Italie, l'Espagne, le Portugal, Monaco, la France, Israël et d'autres pays.
Mars 1990 a marqué le deuxième déploiement de la sixième flotte pour les "Bulldogs" à bord de l'USS Saipan (LHA-2) à l'appui de la 22nd Marine Expeditionary Unit (en). Ce détachement a participé à l'Operation Sharp Edge (en), effectuant des missions de patrouille aérienne de combat armée à l'appui des opérations d'évacuation des non-combattants (NEO) au-dessus du Libéria. En janvier 1991, les "Bulldogs" ont déployé un détachement de six avions à la base navale de Rota, en Espagne, pour des opérations à l'appui de l'Opération Bouclier du désert et de l'Opération Tempête du désert. 

### Guerre mondiale contre le terrorisme

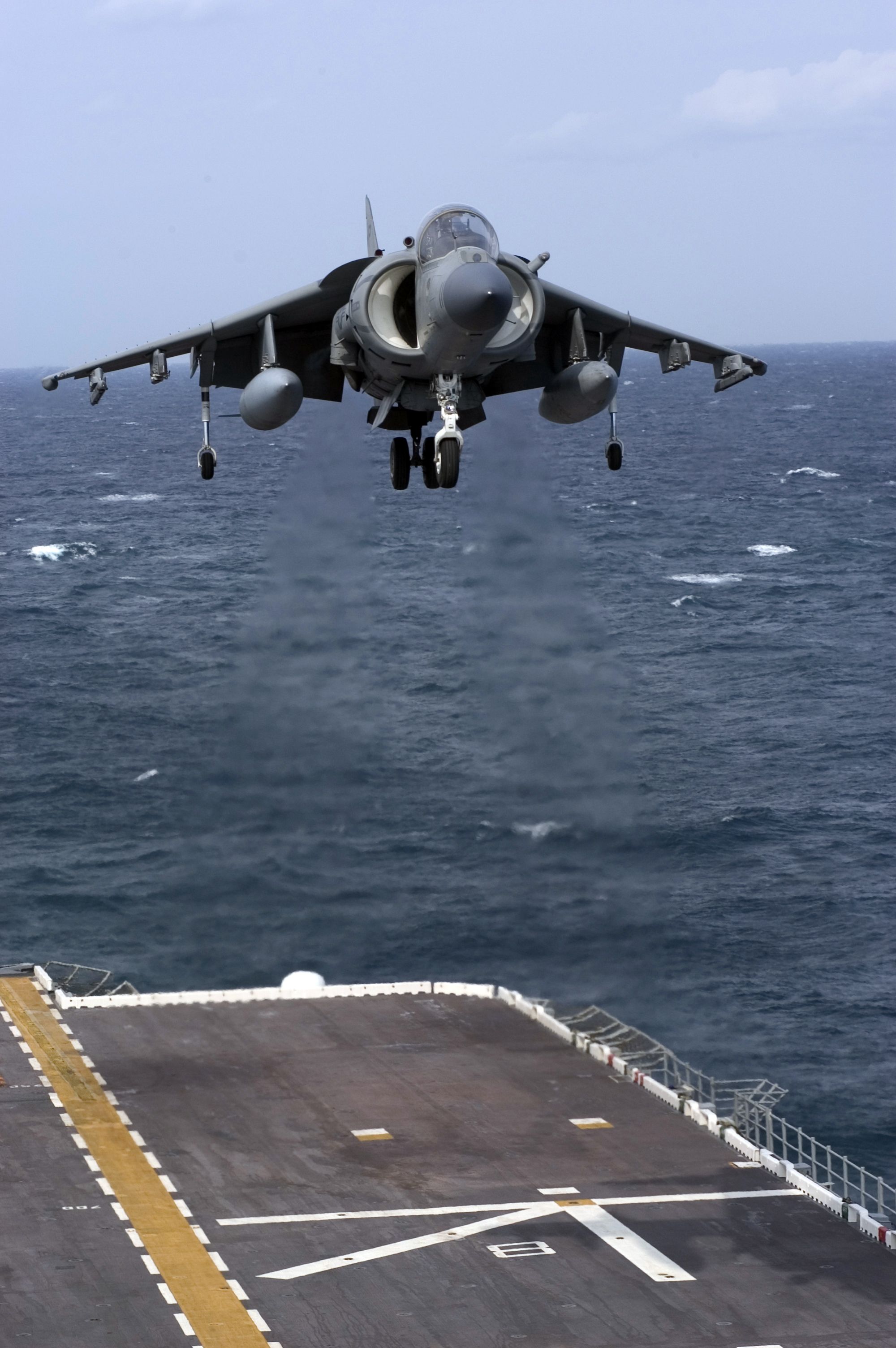
Harrier Ii du VMA-223 sur USS Nassau en 2005

Le VMA-223 a effectué des missions de combat au-dessus de l'Afghanistan au début de l'Opération Enduring Freedom en 2001–2002. En janvier 2003, l'escadron s'est déployé à bord de l'USS Kearsarge (LHD-3) dans le cadre de la 2e brigade expéditionnaire des Marines (2nd MEB). Après son arrivée dans le nord du golfe Persique sur l'USS Bataan (LHD-5) et a commencé à effectuer des missions de combat à l'appui de l'invasion de l'Irak en 2003 et de la Première bataille de Falloujah (Opération Vigilant Resolve). Pendant ce temps, l'escadron a dépassé les 50.000 heures de vol sans incident.
Le VMA-223 s'est déployé en Irak à la fin de l'été 2005 dans le cadre de l'Opération Iraqi Freedom. Au cours d'une mission de combat au-dessus de l'Irak le 10 février 2006, l'escadron a dépassé la barre des 60.000 heures sans incident de classe A. Cette étape est encore plus impressionnante compte tenu des problèmes de maintenance et de sécurité associés à l'avion AV-8B Harrier II. D'octobre 2011 à avril 2012, le VMA-223 a été déployé à l'appui de l'Opération Enduring Freedom.